# Everton (Fußballspieler, 1984)
Everton, mit vollem Namen Francisco Everton de Almeida Andrade (* 8. August 1984 in Maranguape), ist ein brasilianischer Fußballspieler.

## Karriere
Everton wuchs im Nachwuchsteam vom Maranguape FC auf, wo er eine Ausbildung als Mittelfeldspieler erhielt. Am Anfang seiner Karriere wechselte er häufig zwischen unterklassigen Vereinen, bis er 2007 zu Grêmio Barueri kam. Hier war er beteiligt am Aufstieg des Vereins Ende 2008 in die Série A der brasilianischen Meisterschaft. Nachdem er hier in der Saison auch gute Leistungen gezeigt hatte, erhielt er ein Angebot vom Fluminense FC aus Rio de Janeiro und wechselte Anfang 2010.
Auf Wunsch des Trainers Cuca wurde Everton am 18. Juli 2010 als neue Verstärkung für den Cruzeiro EC aus Belo Horizonte angekündigt. Der Spieler unterschrieb einen Vertrag bis Ende 2013 und der Verein erwarb 75 Prozent seiner Transferrechte. Als vielseitiger Spieler entwickelte sich zu einem Schlüsselspieler des damaligen Trainers Celso Roth. Dies war ein Grund für den Verein, seinen Vertrag bis Ende 2014 zu verlängern. Am 11. November 2012 trug Everton zum 100. Mal das Trikot von Cruzeiro. In Cruzeiros Meisterschaftssaison 2013 kam er unter dem neuen Trainer Marcelo Oliveira nur noch zu vier Einsätzen.
Am 15. Januar 2014 wurde ein möglicher Wechsel zum Figueirense FC angekündigt. Doch wurde der von Cruzeiro vorgelegte Vertrag nicht in allen Punkten akzeptiert und der Spieler daraufhin bis Ende 2014 an Criciúma ausgeliehen.
Für die Saison 2015 wechselte Everton zum Fortaleza EC. Mit dem Klub gewann er zweimal die Staatsmeisterschaft von Ceará. Am 27. Dezember 2016 wurde bekannt, dass der Figueirense FC Everton für die Saison 2017 verpflichtet hat. Nach weiteren Zwischenstationen kam Everton im August 2018 zu Red Bull Brasil, um mit diesem im Staatspokal von São Paulo anzutreten. Nach dem Ende der Staatsmeisterschaft 2019 im April wurde der CA Bragantino von Red Bull übernommen. Die Mannschaften beider Klubs wurden zusammengelegt. Der Vertrag von Everton in diesem Zusammenhang aufgelöst. Zur Meisterschaftsrunde kam er beim Santa Cruz FC unter Vertrag.
Kurz nach Beendigung der Meisterschaft wurde Evertons neuer Vertrag beim CA Votuporanguense für die Austragung der Staatsmeisterschaft 2020 bekannt. Im September 2020 ging seine Reise weiter. Er unterzeichnete bei seinem Ausbildungsklub Maranguape. Mit dem Klub bestritt Everton zwölf Spiele (kein Tor) in der Staatsmeisterschaft von Ceará. Im Dezember wurde sein Wechsel zum Caucaia EC bekannt gegeben. Noch während der Austragung der Spiele um die Staatsmeisterschaft wechselte Everton im März zum UNRIB FC. Im Mai kehrte er dann wieder zu Caucaia zurück und betritt noch ein Spiel in der Staatsmeisterschaft. Danach startete er mit diesem in die Série D. Nach dem Ausscheiden des Klubs in der Vorrunde verließ Everton den Klub wieder. Er ging Anfang Juli zum AE Tiradentes. Hier lief er in fünf Spielen in der zweiten Liga der Staatsmeisterschaft von Ceará an. Nach dessen Beendigung unterzeichnete er im Oktober erneut bei Caucaia. Hier bestritt er sieben Spiele im Staatspokal von Ceará und wurde mit dem Klub Zweiter. Danach verließ er den Klub und ist seitdem ohne neue Anstellung.

## Erfolge
Fluminense
- Staatsmeisterschaft von Rio de Janeiro: 2010

Cruzeiro
- Staatsmeisterschaft von Minas Gerais: 2011
- Campeonato Brasileiro de Futebol: 2013

Joinville
- Série B: 2014

Fortaleza
- Staatsmeisterschaft von Ceará: 2015, 2016
- Taça dos Campeões Cearenses: 2016

## Auszeichnungen
- Auswahlmannschaft Staatsmeisterschaft von Ceará: 2015